# Ходеч
Ходеч (пол. Chodecz) — город в Польше, входит в Куявско-Поморское воеводство, Влоцлавский повят. Имеет статус городско-сельской гмины. Занимает площадь 1,39 км². Население — 1893 человека (на 2014 год).